# 察哥
察哥（1080年代—1156年），西夏皇族，姓嵬名，西夏名将。夏崇宗李乾顺庶弟，夏惠宗的儿子。
嵬名察哥善用强弩，有权谋，性雄毅。担任都统，镇守衙头。向夏崇宗建议训练蕃汉强弩勇士，建立西夏强弩军。西夏贞观三年（1103年）九月，封晋王，掌握兵权。
1116年，救援仁多泉城，避北宋将领刘法而不战，致使城破。
宣和元年（1119年）春，童贯逼迫刘法进攻西夏，刘法被迫从之。1119年三月，察哥率兵2万，在统安城之战率精兵包围宋军后方，大胜，北宋名将刘法及所部10万余人皆死察哥见到刘法的首级被无名小卒所得，惺惺相惜，对部下悲戚说道：刘将军用兵如神，击败我多次，我都避其锐气不战，没想到被一小卒所斩杀。

五月围攻震武，不胜。之后，他在兴庆府（今寧夏銀川市）多建豪宅，被濮王李仁忠弹劾。他向夏仁宗李仁孝推荐任得敬为尚书令。七十多岁还广纳妻妾，夺取民间园宅。1156年，他死后，夏仁宗把园宅都归还故主。